# 280e régiment d'infanterie
Le 280e régiment d'infanterie (280e RI) est un régiment d'infanterie de l'Armée de terre française constitué en août 1914 avec les deux bataillons de réserve du 80e régiment d'infanterie. Engagé dans les combats de la Première Guerre mondiale, il est dissous en décembre 1915.

## Création et différentes dénominations
- Août 1914 : 280e régiment d'infanterie constitué des bataillons de réserve du 80e RI.
- Décembre 1915 : dissolution

## Chefs de corps
- Août 1914 : colonel Comte
- Septembre 1914 : lieutenant-colonel Poujal

## Historique des garnisons, combats et batailles du 280eRI

### Première Guerre mondiale

#### Affectation
- 131e brigade d'infanterie, 66e division d'infanterie d'août à octobre 1914
- 131e brigade d'infanterie, 58e division d'infanterie d'octobre 1914 à décembre 1915

#### 1914
Le 280e RI est créé à Narbonne à la caserne Montmorency.
Le 13 août 1914, le régiment, composante de la 66e division d’infanterie (DI), embarque par voie ferrée en direction de Montbéliard.
Le 16 août, il poursuit sa route vers la frontière et s'engage dans la bataille d'Alsace.
En septembre 1914, il cantonne en Franche-Comté, puis dans les Vosges.
Le 6 octobre, le 280e RI passe à la 58e DI.
Le 14 octobre, il est transporté dans la région de Béthune et, est engagé à Vermelles dans la bataille de l'Artois.

#### 1915
De juin à juillet 1915, il combat à Notre-Dame-de-Lorette.
Relevé fin juillet, le régiment est mis au repos, et déplacé dans la région de Bergues.
À l'automne 1915, le 280e RI est engagé dans la troisième bataille de l'Artois.
Le régiment est dissous le 28 décembre 1915. Les soldats sont versés dans le 281e RI et le 296e RI.
Militaires tués en servant au 280e durant la Première Guerre mondiale :
Officiers tués : 11
Sous-officiers tués : 43
Caporaux et soldats tués : 545

## Drapeau
Il porte, cousues en lettres d'or dans ses plis, les inscriptions suivantes :
- Alsace 1914
- Artois 1914-1915

## Personnages célèbres ayant servi au280eRI
- Caporal Louis Barthas (1879-1952) : rédacteur des Carnets de guerre de Louis Barthas, tonnelier.
- Capitaine Léon Hudelle (1881-1973) : rédacteur en chef du Midi socialiste

## Sources